# Niejiahe (köpinghuvudort i Kina, Hubei Sheng, lat 30,30, long 111,30)
Niejiahe är en köpinghuvudort i Kina. Den ligger i provinsen Hubei, i den centrala delen av landet, omkring 290 kilometer väster om provinshuvudstaden Wuhan. Antalet invånare är 16 847. Befolkningen består av 7 936 kvinnor och 8 911 män. Barn under 15 år utgör 7,0 %, vuxna 15-64 år 76 %, och äldre över 65 år 15,0 %.
Runt Niejiahe är det tätbefolkat, med 266 invånare per kvadratkilometer. Närmaste större samhälle är Moshi, 13,4 km norr om Niejiahe. I omgivningarna runt Niejiahe växer i huvudsak blandskog.
Genomsnittlig årsnederbörd är 1 411 millimeter. Den regnigaste månaden är maj, med i genomsnitt 211 mm nederbörd, och den torraste är december, med 16 mm nederbörd.